# Керминен, Лаури
Ла́ури Ка́лле Ю́хани Ке́рминен (фин. Lauri Kalle Juhani Kerminen; род. 18 января 1993) — финский волейболист. Либеро клуба «Динамо-ЛО». Чемпион России.

## Биография
Лаури Керминен родился в 1993 году в финском городе Суоненйоки. Его родители были профессиональными волейболистами, а отец даже играл в высшей лиге чемпионата Финляндии. В детстве Керминен занимался гимнастикой, футболом, хоккеем, но выбрал волейбол.
Первый профессиональный контракт подписал в 2011 году с командой высшей лиги «Кокколан Тиккерит» из Кокколы. В составе этой команды был вице-чемпионом страны в сезоне 2013, а в следующем году стал чемпионом.
В сезоне 2014/2015 защищал цвета французского Нанта, а по окончании сезона перешел в кемеровский «Кузбасс», главным тренером которого в 2016 году стал тренер сборной Финляндии Туомас Саммелвуо. В кемеровском клубе Керминен стал основным либеро команды, а также одним из лучших принимающих чемпионата России (в сезоне 2018/2019 по статистике он удачно принимал 57% мячей — больше всех в чемпионате среди игроков, регулярно участвующих в приёме). В сезоне 2018/19 Кузбасс с Керминеном в составе в четырёх матчах финальной серии обыграл казанский «Зенит» и впервые в истории стал чемпионом России.
В 2020 году перешёл в московское «Динамо», но был заявлен только на игры еврокубков. Помог команде стать обладателем Кубка ЕКВ (2020/21). С сезона 2021/22 — основной либеро команды.
«Считаю, что Керминен – один из лучших либеро мира. Когда появился вариант с Лаури, мы решили его не упускать. Такой классный игрок поможет нам не только в европейских матчах, но и в тренировочном процессе. Чем выше качество тренировок, тем лучше для всех», – Константин Брянский, главный тренер «Динамо» (Москва).
С 2013 года Лаури Керминен регулярно вызывается в финскую сборную, является её основным либеро. В 2014 и 2018 годах принимал участие в матчах чемпионатов мира. В 2022 году Лаури Керминена исключили из сборной Финляндии, потому что он не покинул российский клуб «Динамо», хотя он планировал это сделать:
«Я хотел покинуть команду сразу. Сначала я связался со своим менеджером, и мы всё обсудили. Далее я пошёл к президенту клуба и генеральному директору просить о расторжении соглашения. На следующий день мне пришла информация, что я могу уйти, но это стоит денег. Сумма была внушительной. Это было полным шоком. Поскольку сумма была настолько огромной, мне пришлось остаться в России по финансовым причинам».